# آب‌نمای دره هرازدان
آب‌نمای دره هرازدان (ارمنی: Հրազդանի Ձորի ջրանցույց) یک پل آب‌نما است که از روی رودخانه هرازدان در پایتخت ارمنستان، ایروان عبور می‌کند. این پل توسط معمار، رافائل ایسرائلیان طراحی شده و در بین سال‌های ۱۹۴۹ تا ۱۹۵۰ ساخت آن به طول انجامید. این پل با سنگ‌های بازالت خاکی رنگ ساخته شده است. طول این پل ۱۰۰ متر و عرض آن ۵ متر است.